# Deutschordenskirche (Frankfurt am Main)

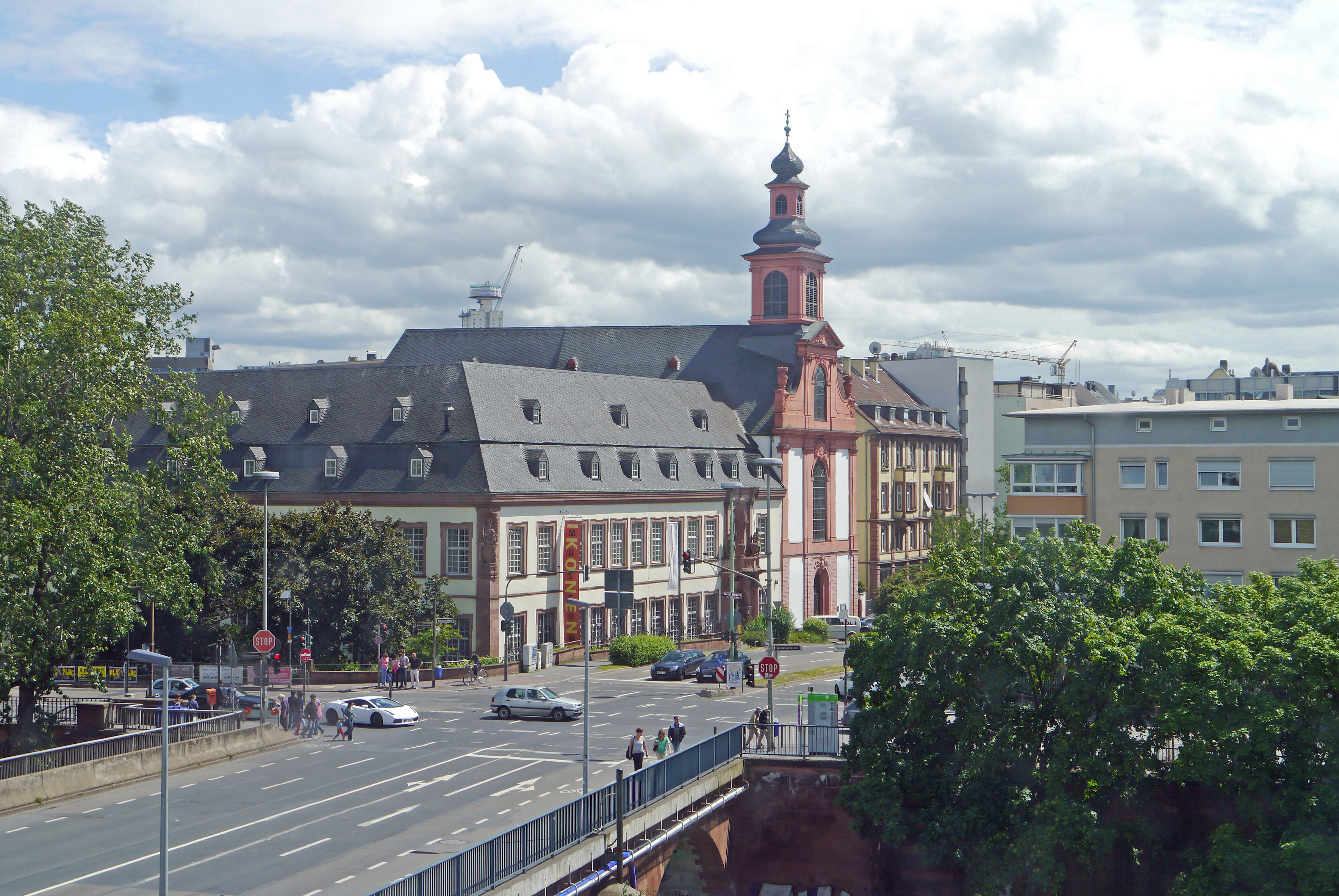
Deutschordenshaus und Deutschordenskirche Juni 2013

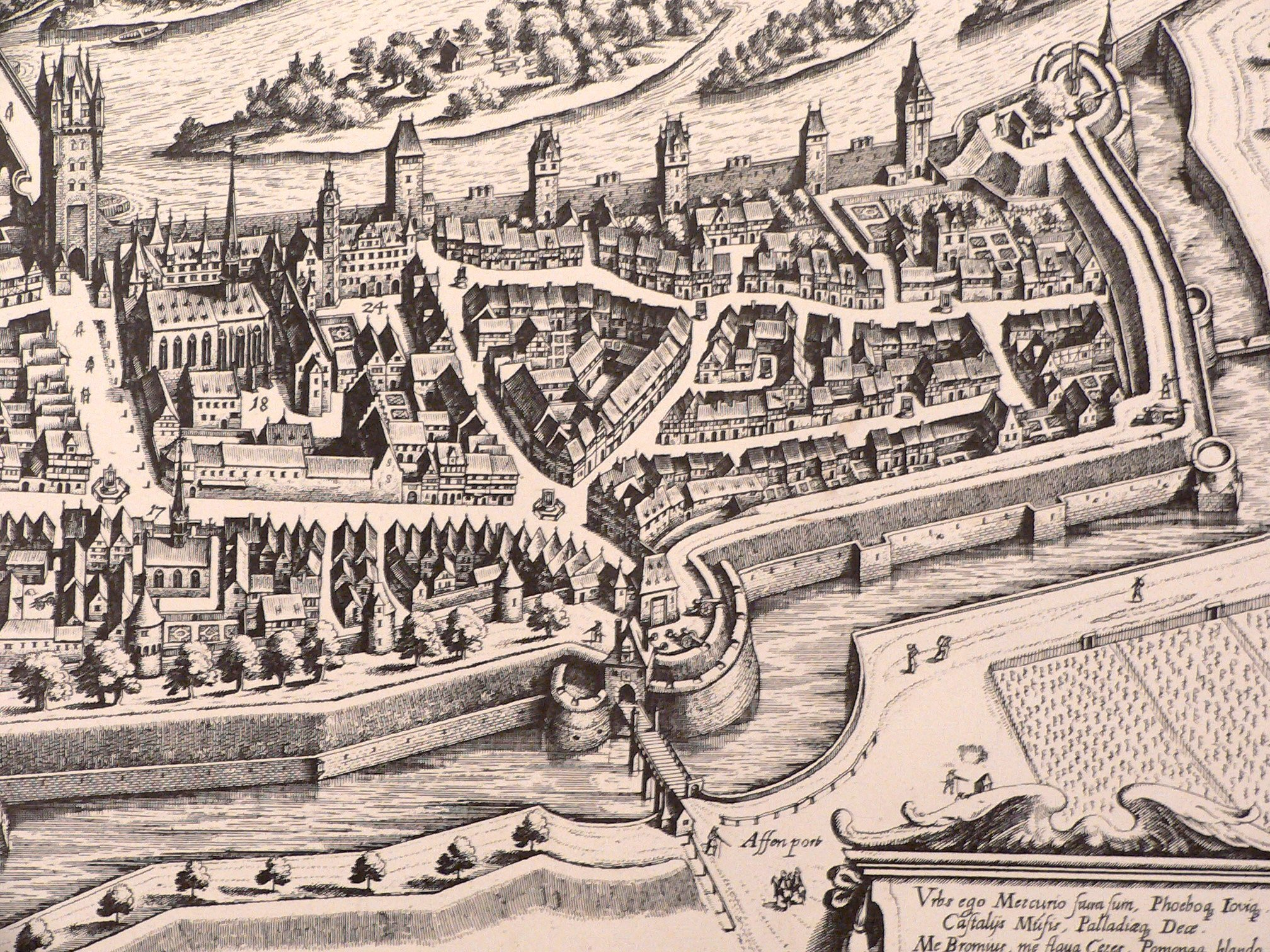
Die Deutschordenskommende auf dem Merian-Stich von 1628 (linker Bildrand)

Die Deutschordenskirche St. Maria ist eine katholische Kirche im Frankfurter Stadtteil Sachsenhausen, sie ist Teil der Deutschordenskommende Sachsenhausen. Das barocke Kirchenportal wurde 1709 bis 1715 vor die gotische Kirche gesetzt. Die Deutschordenskirche ist die einzige historische Kirche in Frankfurt, die nicht der Stadt gehört. Nach der Zerstörung des Deutschordenhauses und starker Beschädigung der Kirche durch Luftangriffe 1943 im Zweiten Weltkrieg wurden die Gebäude Anfang der 1960er Jahre wieder aufgebaut und instand gesetzt.
Im Deutschordenshaus neben der Kirche befindet sich heute u. a. das Frankfurter Ikonenmuseum, das Kulturamt und das das Dezernat Wissenschaft und Kultur der Stadt Frankfurt, sowie der Deutschherrenbund und ein Konvent des Deutschen Ordens. Auf dem Gelände befindet sich auch ein katholischer Kindergarten.

## Geschichte

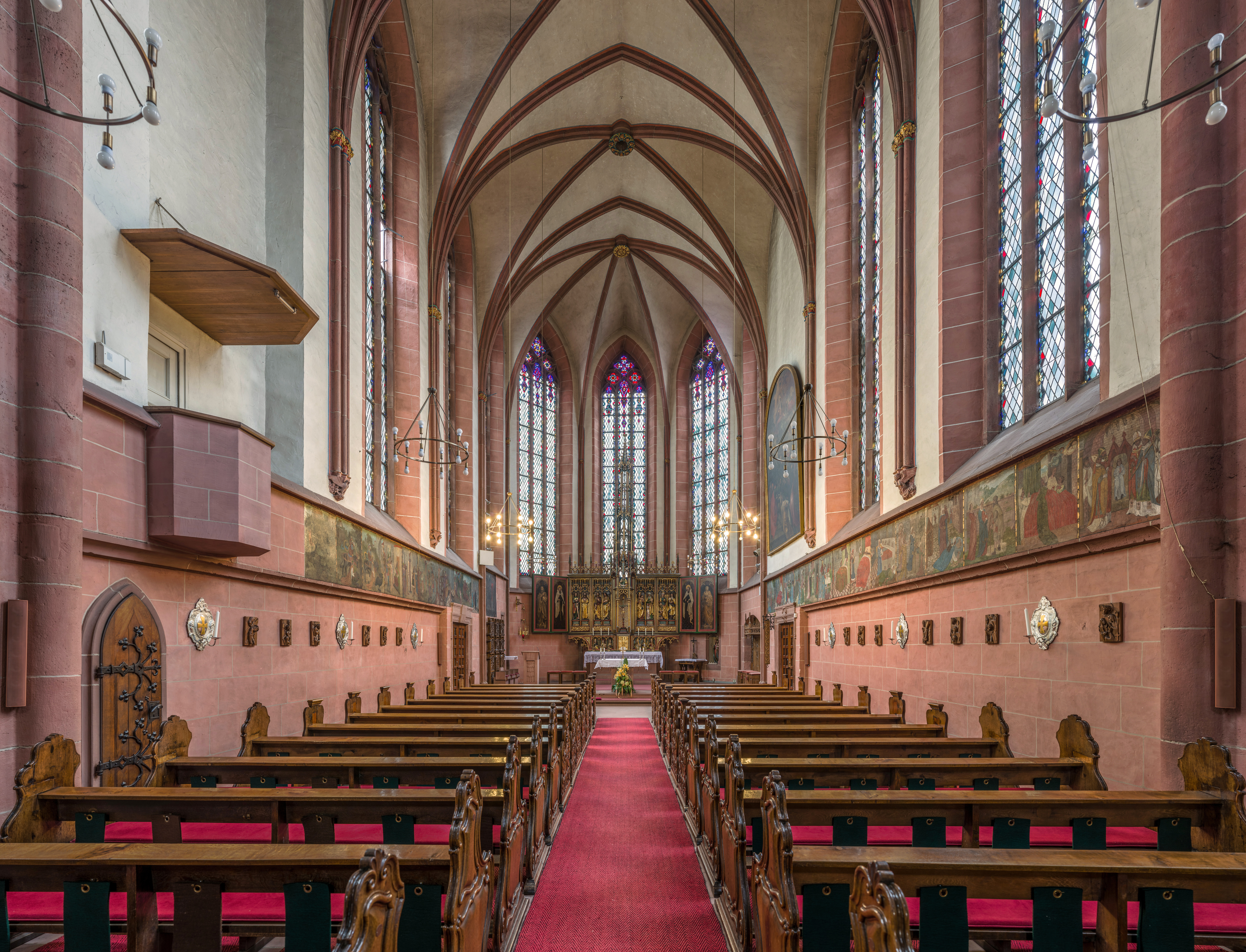
Der Innenraum heute

### Mittelalter
Um 1190 wandelte Kuno von Münzenberg in Sachsenhausen einen direkt am Main gelegenen Wirtschaftshof in ein Spital mit angeschlossener Spitalskirche um. Es ist möglich, dass er zu dieser Zeit auch den Bau der Alten Brücke in unmittelbarer Nähe des Hofs veranlasste, da er beiderseits des Mains über große Besitzungen verfügte und diese durch einen Brückenbau verbinden wollte.
1221 übertrug Kaiser Friedrich II. den Besitz, der inzwischen Ulrich II. von Münzenberg gehörte und zu dem neben dem Sandhof, dem Spital und der Kirche weitere Ländereien in Frankfurt zählten, dem Deutschen Orden. 1307 wurde die Kirche der Deutschordenskommende neu gebaut und der Heiligen Maria geweiht.
Durch Spenden und Stiftungen Frankfurter und Sachsenhäuser Bürger erweiterte sich das Vermögen der Kommende beständig. Noch im 13. Jahrhundert fanden mindestens drei Versammlungen des Generalkapitels, des höchsten Leitungsgremiums des Ordens, in Frankfurt statt. Die Deutschordenskommende war auch ein Ort bedeutender politischer Ereignisse. Kaiser Ludwig der Bayer veröffentlichte hier am 22. Mai 1324 die Sachsenhausener Appellation, in der er den Anspruch des Papstes auf die Approbation einer Königswahl zurückwies. Fortan genügte die Zustimmung der Mehrheit der Kurfürsten für die rechtmäßige Wahl eines Königs.
Im 14. Jahrhundert verfasste ein unbekannter Priester der Kommende (der Frankfurter) eine mystische Schrift in deutscher Sprache, die später als Theologia deutsch von Martin Luther herausgegeben wurde und weite Verbreitung fand.

### Reformationszeit und Neuzeit
Mit der Einführung der Reformation wurde 1533 die katholische Messe in Frankfurt suspendiert. Nach dem Augsburger Interim 1548 wurden das Deutschordenshaus und die Kirche dem Orden zurückgegeben. Die Bedeutung des Klosters ging jedoch stark zurück, da in der Stadt außer den Klerikern nur noch wenige Katholiken lebten. Bei der Belagerung Frankfurts 1552 diente die Kirche als Pulvermagazin. Der Konvent löste sich allmählich auf, zumal es ab 1589 keine Ordenspriester mehr gab. Die Räume dienten künftig vor allem als repräsentative Niederlassung des katholischen Hochadels bei Besuchen in der Stadt, z. B. zu den jährlichen Messen und den Kaiserkrönungen.
1631 wurde Frankfurt von schwedischen Truppen besetzt. Der schwedische Kanzler Axel Oxenstierna nahm am 17. November im Deutschordenshaus Quartier. Die schwedische Besatzung dauerte bis 1635, dann wurde die schwedische Garnison mit Hilfe kaiserlicher Truppen zum Abzug gezwungen.

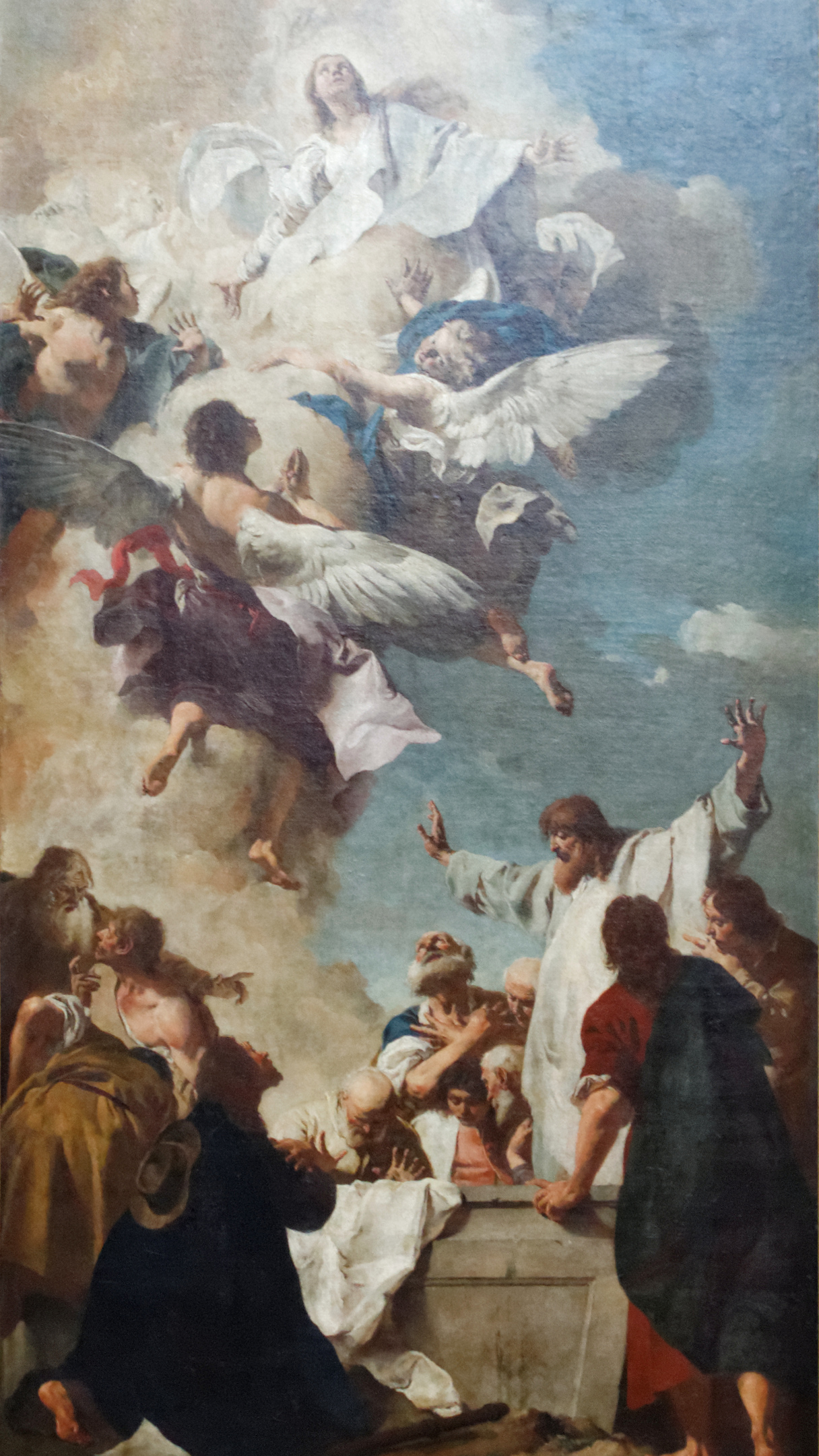
Die Himmelfahrt Mariae

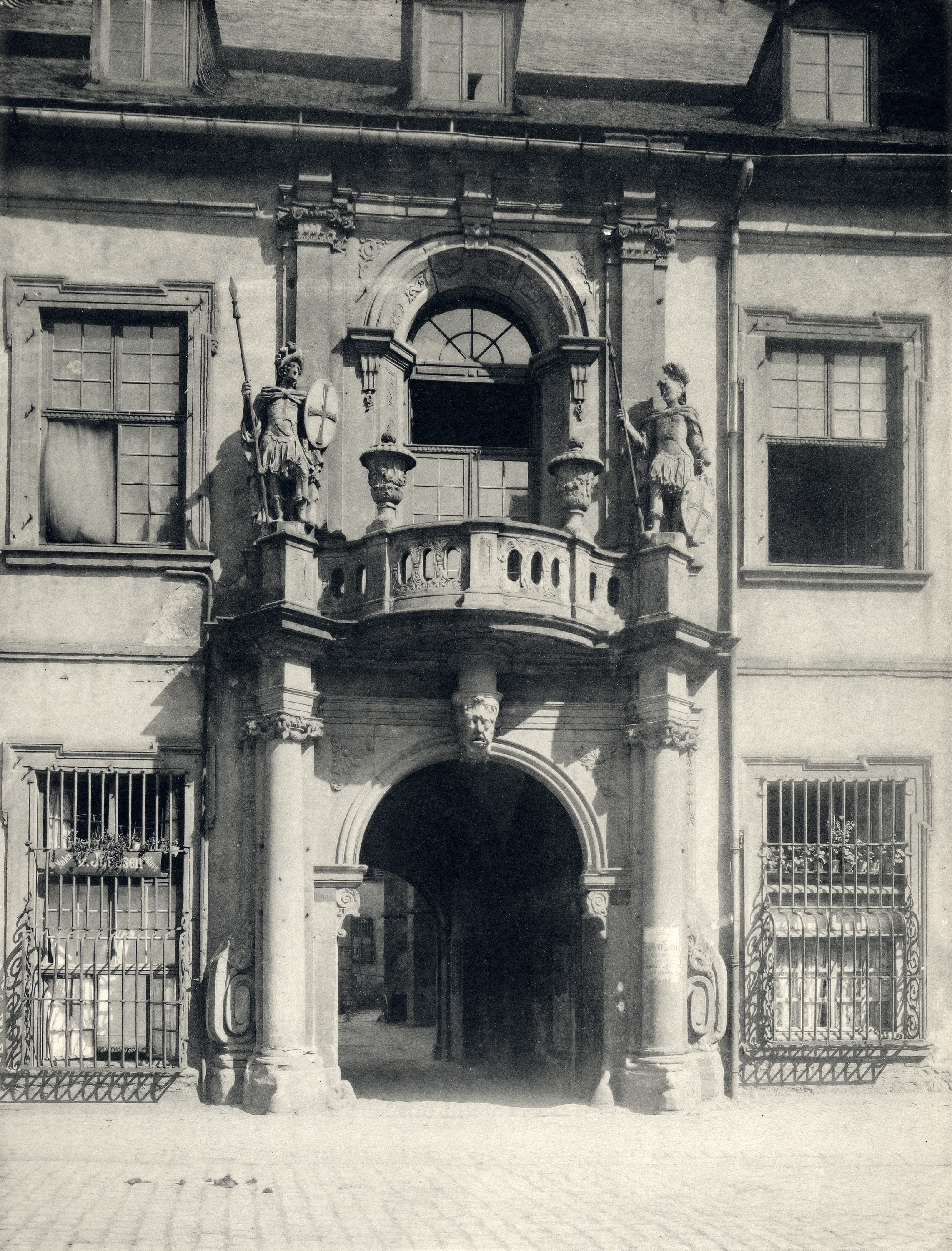
Eingang des Deutschordenshauses, um 1880

### Barockzeit
Von 1707 an wurde das alte Ordenshaus abgerissen und über den Fundamenten der gotischen Anlage unter Leitung des Frankfurter Baumeisters Daniel Kayser nach und nach durch einen barocken Neubau ersetzt, der den Repräsentationsbedürfnissen des Hoch- und Deutschmeisters Franz Ludwig von Pfalz-Neuburg besser entsprach. Ab 1710 wurde auch der Militärarchitekt Johann Maximilian Welsch mit einigen Gewerken beauftragt. 1751 wurde schließlich auch die Kirche St. Maria in Fassade und Innenraum barockisiert.
1734 bestellte der neue Hochmeister des Deutschen Ordens, Kurfürst Clemens August von Wittelsbach ein Altarbild für den Hochaltar bei dem venezianischen Maler Giovanni Battista Piazzetta. Das barocke Gemälde der Himmelfahrt Mariae wurde weltberühmt. Als 1796 französische Revolutionstruppen Frankfurt besetzten, verschwand das Bild aus der Kirche. Es wurde erst 1840 im Museum von Lille wiederentdeckt. Seit 1957 befindet sich das Gemälde im Louvre. Zwei Figuren vom barocken Hochaltar (St. Elisabeth und St. Georg) stehen heute auf der Orgelempore. Sie sind Werke des Frankfurter Bildhauers Cornelius Andreas Donett († 1748), dem Großvater des Speyerer Bischofs Matthäus Georg von Chandelle.

### Von der Säkularisation bis ins 21. Jahrhundert
Bei der Säkularisation 1803 fiel die Deutschordenskommende als einzige Kirche Frankfurts nicht an die Stadt, sondern an den Fürsten Friedrich August von Nassau-Usingen. Am 24. April 1809 wurde der Deutsche Orden durch Napoleon aufgehoben. 1810 wurde das Deutschordenshaus Sitz des Kriegsministeriums des neugeschaffenen Großherzogtums Frankfurt. Nach dem Wiener Kongress fiel die Frankfurter Kommende an das Haus Habsburg, das sie 1836 an den wiederhergestellten Orden zurückgab. Der Gebäudekomplex wurde im 19. Jahrhundert u. a. als Lazarett und von 1848 bis 1866 als Kaserne eines bayerischen Jägerbataillons genutzt.
Nach der Annexion Frankfurts durch Preußen im Oktober 1866 sah Österreich die Notwendigkeit, den isolierten Außenbesitz zu verkaufen. Am 16. März 1881 ging die Kommende nach langwierigen Verhandlungen in das Eigentum der Frankfurter katholischen Gemeinde über, die einen eigenen Seelsorgebezirk für Sachsenhausen einrichtete. Dies war zugleich das Ende der Landeshoheit Österreichs über die Ordenskommende.
1922 wurde eine eigene Pfarrei St. Bonifatius gegründet, 1931 wurde die Kirche St. Maria zu einer eigenen Pfarrei (Deutschorden) erhoben. Am 4. Oktober 1943 brannte das Deutschordenshaus beim ersten schweren Bombenangriff auf Frankfurt vollkommen aus. Zerstört wurde auch das Atelier des Malers Karl Friedrich Lippmann, das sich in dem Gebäude befand. Die schwer beschädigte Kirche wurde 1947 wieder notdürftig instand gesetzt, die Ruine des Deutschordenshauses 1958 durch den Deutschen Orden zurückerworben. 1963 begann der Wiederaufbau auf Basis der Planungen von Karl-Lothar Dietzsch im Büro von Oswald Mathias Ungers. Am 16. Mai 1965 wurde die Kommende durch den damaligen Hochmeister Marian Tumler wieder eingeweiht.
Von 2012 bis 2020 befand sich im Konventstrakt das Noviziat der deutschen Brüderprovinz des Deutschen Ordens.
Zum 1. Januar 2014 wurde im Rahmen einer Neuordnung der katholischen Pfarreien in Frankfurt die Pfarrei Deutschorden aufgehoben. Die Kirche und die Kommende wurden der Dompfarrei zugeordnet, der Rest des bisherigen Pfarrsprengels der Pfarrei St. Bonifatius.

Interieur
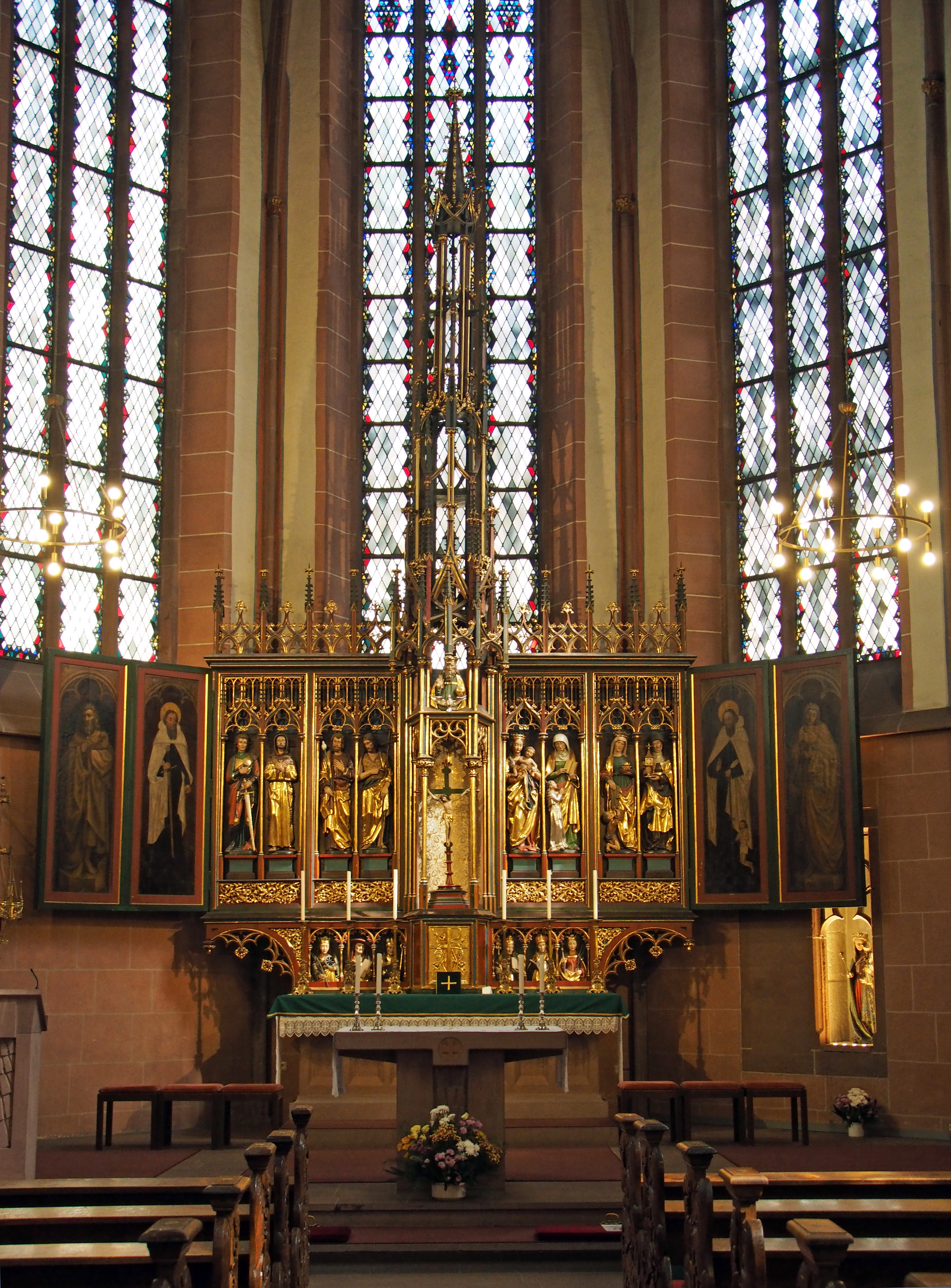
Hauptaltar
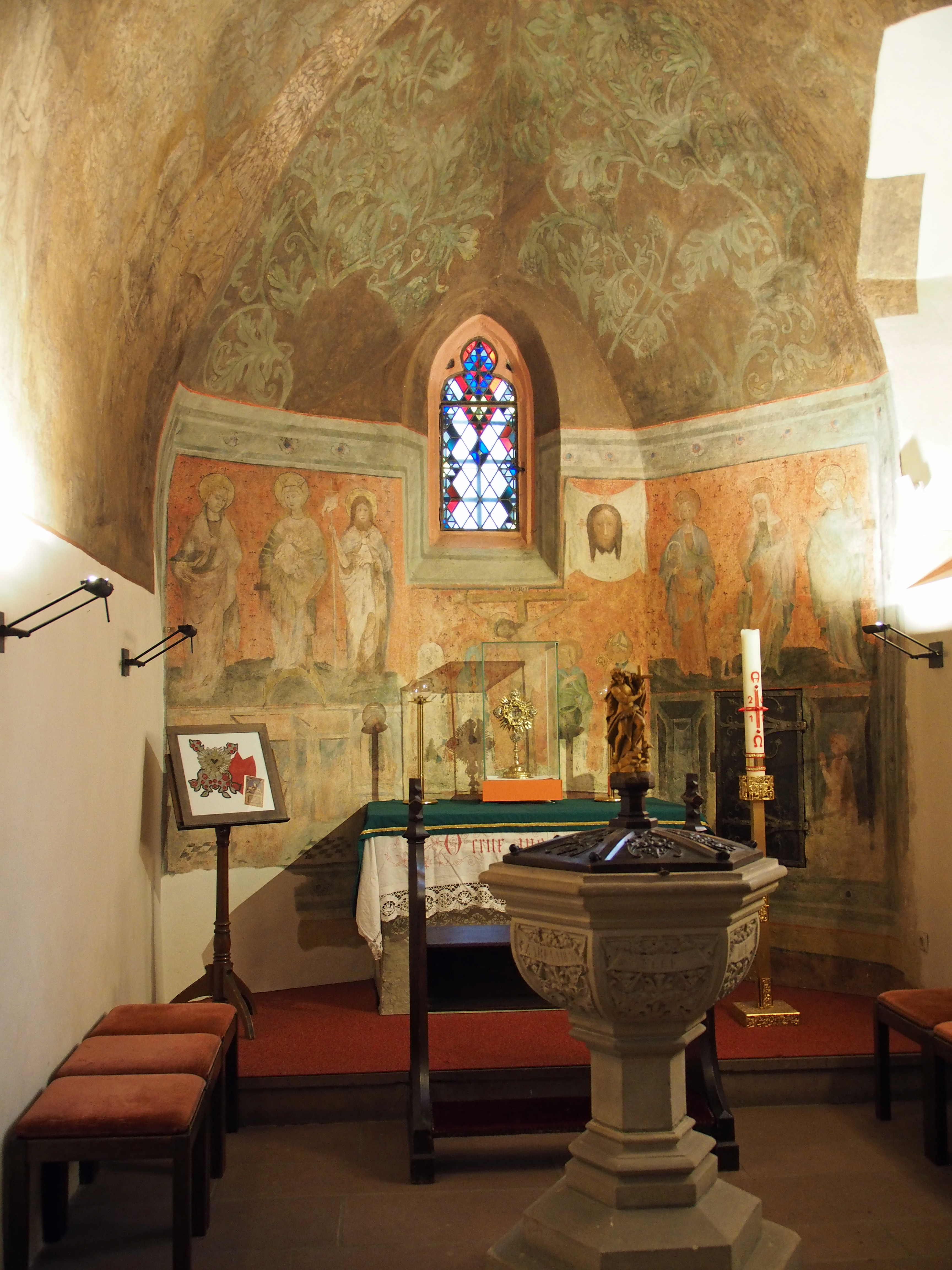
Andachtsraum mit Taufbecken und Kreuzreliquie
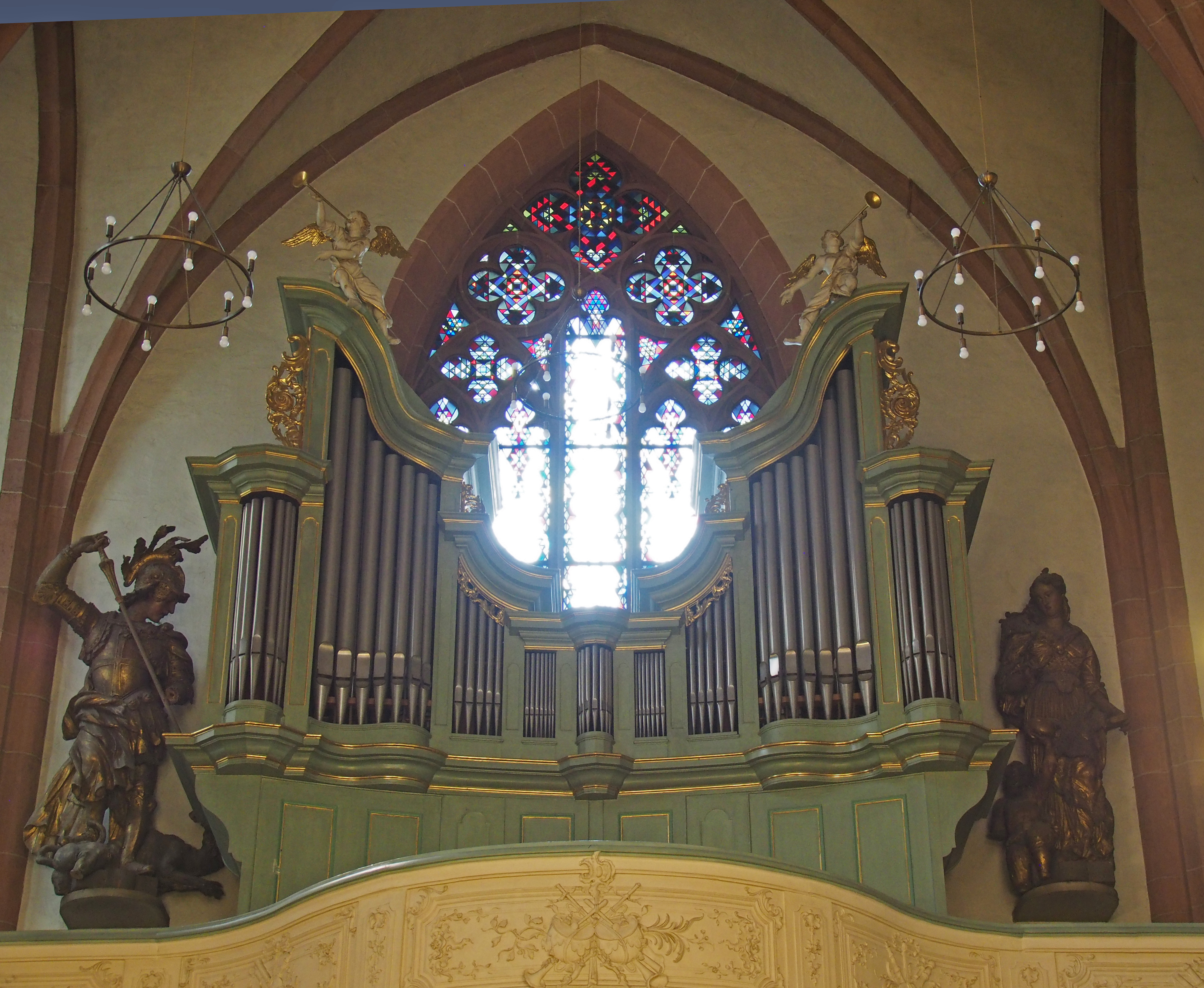
Orgelempore

## Frankfurter Ikonenmuseum im Deutschordenshaus

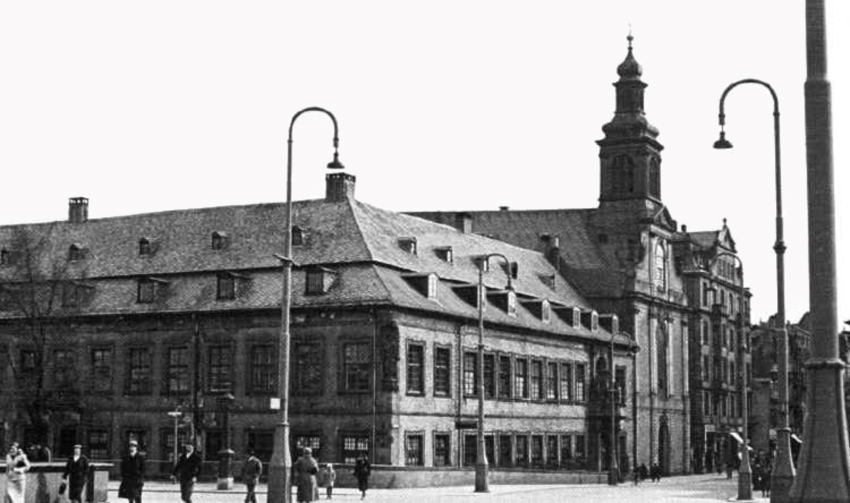
Das ehemalige Deutschordenshaus in Frankfurt am Main in den 1920er Jahren

Das Deutschordenshaus beherbergt seit 1990 das Frankfurter Ikonenmuseum, eine Abteilung des Museums Angewandte Kunst. Die Räume des ehemaligen Refektoriums im Deutschordenshaus an der Brückenstrasse wurden von Oswald Mathias Ungers umgestaltet.
Das Ikonen-Museum bildet den östlichen Abschluss des Frankfurter Museumsufers. Das Museum geht auf eine Schenkung des Königsteiner Arztes Jörgen Schmidt-Voigt zurück, der 1988 seine Sammlung von 800 Ikonen aus dem 16. bis 19. Jahrhundert der Stadt Frankfurt stiftete.
Die Sammlung wurde im Laufe der Zeit durch systematische Ankäufe, Leihgaben oder Schenkungen auf über 1000 Exponate erweitert. Die bedeutendste Erweiterung erfuhr das Ikonen-Museum 1999. Aus der postbyzantinischen Ikonensammlung der Staatlichen Museen Preußischer Kulturbesitz zu Berlin erhielt es 82 Exponate als Dauerleihgabe.